# Christopher Taylor
Christopher Taylor (1 de octubre de 1999) es un deportista jamaicano que compite en atletismo, especialista en las carreras de relevos.
Ganó una medalla de plata en el Campeonato Mundial de Atletismo de 2022, en la prueba de 4 × 400 m. Participó en los Juegos Olímpicos de Tokio 2020, ocupando el sexto lugar en la misma prueba.

## Palmarés internacional
| Campeonato Mundial | Campeonato Mundial      | Campeonato Mundial | Campeonato Mundial |
| Año                | Lugar                   | Medalla            | Prueba             |
| ------------------ | ----------------------- | ------------------ | ------------------ |
| 2022               | Eugene (Estados Unidos) | Medalla de plata   | 4 × 400 m          |